# CAPE OF GOOD HOPE
CAPE OF GOOD HOPE（ケープ・オブ・グッド・ホープ）は日本のロックバンド、ゼリ→の6thアルバム。2006年4月5日発売。発売元はVELVET SNOOZER。喜望峰の英語名から命名。エンハンスドCD仕様であり、ニューヨークでのスペシャル映像を観ることができる。初回限定盤にはジャケットと同デザインのステッカーが同封。
マスタリングにはテッド・ジェンセンを起用している。

## 収録曲
1. DISCOVERY
　（作詞：ヤフミ/作曲：カズキ&ヤフミ）
2. FLY BOYS, FLY
　（作詞：ヤフミ/作曲：カズキ&ヤフミ）
　グリコPOsCAMの2006年4月～10月期 music supportersに参加した際に提供した曲。
　メンバーが女装し、Rainbow chai chai'sとして出演したPVも作成。
　また、プロデューサーの平出悟に「シングルにしたい」と言わしめた曲でもある。
3. STAY GOLD
　（作詞：ヤフミ/作曲：カズキ&ヤフミ）
4. LOSER
　（作詞：ヤフミ/作曲：カズキ&ヤフミ）
5. ORANGE
　（作詞：ヤフミ/作曲：ヤフミ&カズキ）
6. BLUE BICYCLE
　（作詞：ヤフミ/作曲：ヤフミ&カズキ）
7. FIGHTING ROAD
　（作詞：ヤフミ/作曲：カズキ&ヤフミ）
8. When it rains, she stays inside 例えば一人きりの部屋で
　（作詞：ヤフミ/作曲：ヤフミ&カズキ）
9. RAINBOW BIRD
　（作詞：ヤフミ/作曲：ヤフミ&カズキ）
10. MORNING GLOW
　（作詞：ヤフミ/作曲：カズキ&ヤフミ）
11. ROLLING STONE
　（作詞：ヤフミ/作曲：ヤフミ&カズキ）
　ライブではサビの部分で、頭上でタオルを振り回すのが定番となっている。
12. the universe is mine
　（作詞：ヤフミ/作曲：ヤフミ&カズキ）